# مات سميث (لاعب كرة قدم بريطاني)
مات سميث (بالإنجليزية: Matt Smith)‏ (15 نوفمبر 1985 في المملكة المتحدة - ) هو لاعب اتحاد الرغبي ولاعب كرة قدم بريطاني في مركزي وسط ‏ وجناح ‏. شارك مع England A national rugby union team ‏. أما مع النوادي، فقد لعب مع ليستر تايغرز.

## وصلات خارجية
- مات سميث على موقع قاعدة بيانات كرة القدم.إي يو (الإنجليزية)
- مات سميث على موقع قاعدة بيانات كرة القدم.إي يو (الإنجليزية)
- مات سميث على موقع دوري الرغبي الممتاز (الإنجليزية)
- مات سميث عل موقع إسبنسكروم (الإنجليزية)
- مات سميث على موقع ItsRugby.co.uk (الإنجليزية)